# متلازمة كريات الدم الحمراء الورمية
متلازمة كريات الدم الحمراء الورمية (بالإنجليزية: Myomatous erythrocytosis syndrome)‏ هي متلازمة تصف زيادة إنتاج كريات الدم الحمراء، وتحدث في 0.5% من الأفراد المصابين بالورم العضلي الأملس (شبيه الليف). يعتقد بأن هذه المتلازمة يسببها زيادة الإريثروبويتين الذي ينتج من الكلى أو الورم العضلي الأملس نفسه.